# Julius van de Sande Bakhuyzen
Julius Jacobus van de Sande Bakhuyzen (La Haia, 18 de juny de 1835 - La Haia, 21 d'octubre de 1925) fou un gravador i pintor neerlandès de l'Escola de la Haia. Fou membre de diverses associacions d'artistes, com ara Arti et Amicitiae i Pulchri Studio.

## Biografia
Julius va rebre les primeres lliçons d'art del seu pare, Hendrik van de Sande Bakhuyzen, que era també pintor. Va estudiar a la Reial Acadèmia d'Art de la Haia. El 1871 va guanyar la Medalla Reial en una exposició a Amsterdam amb la pintura «L'Estany al bosc de la Haia». A partir de 1875 va passar la majoria dels estius a Drenthe, sovint amb la seva germana, la pintora Gerardina van de Sande (Ginny).
Les seves obres són principalment paisatges.